# Ruth Moufangová
Ruth Moufangová (nepřechýleně Moufang, 10. ledna 1905 Darmstadt – 26. listopadu 1977 Frankfurt nad Mohanem) byla německá matematička.

## Život a vědecká činnost
Jejími rodiči byli Else Fecht Moufangová a německý chemik Eduard Moufang. Studium matematiky na frankfurtské univerzitě ukončila v roce 1929, v roce 1931 pod vedením Maxe Dehna obhájila titul Ph.D. z projektivní geometrie a o rok později absolvovala studijní pobyt v Římě. Pak se vrátila do Německa a začala vyučovat na univerzitách ve Frankfurtu a na königsberské Albertus-Universität Königsberg.
Její matematická práce byla postavena na výsledcích Davida Hilberta a významným se stal zejména její výzkum v oblasti neasociativních algebraických struktur. Je po ní pojmenována Moufangové lupa, jedna z možných forem kvazigrup.
V roce 1933 ukázala, že Desarguesův teorém neplatí v Cayleyho rovině, zkonstruované pomocí oktonionů, pro které neplatí asociativita, jedna ze základních vlastností algebraických operací. Podobné propojení geometrie a algebry bylo předtím známo například u samotného Hilberta nebo u K. G. von Staudta. Vytvořila tak současně nové odvětví geometrie Moufangové roviny.
Ve válečných letech měla nacistickým ministrem školství zakázáno vyučovat, a proto až do roku 1946 působila v soukromém sektoru, pak začala učit na frankfurtské univerzitě. V roce 1957 se na této škole stala profesorkou a stala se tak vůbec první ženskou profesorkou v Německu.